# 上维埃纳省
上维埃纳省（法語：Haute-Vienne）是法國新阿基坦大区所轄的省份。該省編號為87。2019年，該省人口为372,359。當地有旧石器时代和中石器时代的遗迹。